# アンリ・ジャン・アンベール
アンリ・ジャン・アンベール（Henri Jean Humbert または　Jean-Henri Humbert、1887年1月24日 - 1967年10月20日）は、フランスの植物学者である。パリ自然史博物館などで働いた。

## 略歴
パリで生まれた。レンヌ、パリで学び、1910年にパリ大学の植物科を卒業した。1912年にマダガスカルの調査に参加した後、クレルモン＝フェラン大学（オーベルニュ大学）の助手となった。第一次世界大戦の後、1919年に植物学の講師となり、1920年から化学・工業技術研究所（l’Institut de chimie et de technologie industrielle）で植物学を教えた。1922年にアルジェに移り、理学部の研究部長となった。1931年にポール・アンリ・ルコントの後を継いで、パリ自然史博物館の植物部門で働いた。1951年から1957年の間、科学アカデミーの会員を務めた。編著書に"Flore de Madagascar et des Comores" (「マダガスカルとコモロの植物」) や"Flore générale de l'Indo-Chine"が（「インドシナの一般植物」）ある。
アオイ科（Malvaceae）の植物の属名 Humbertiellaなどに献名されている。